# 內臟燒烤

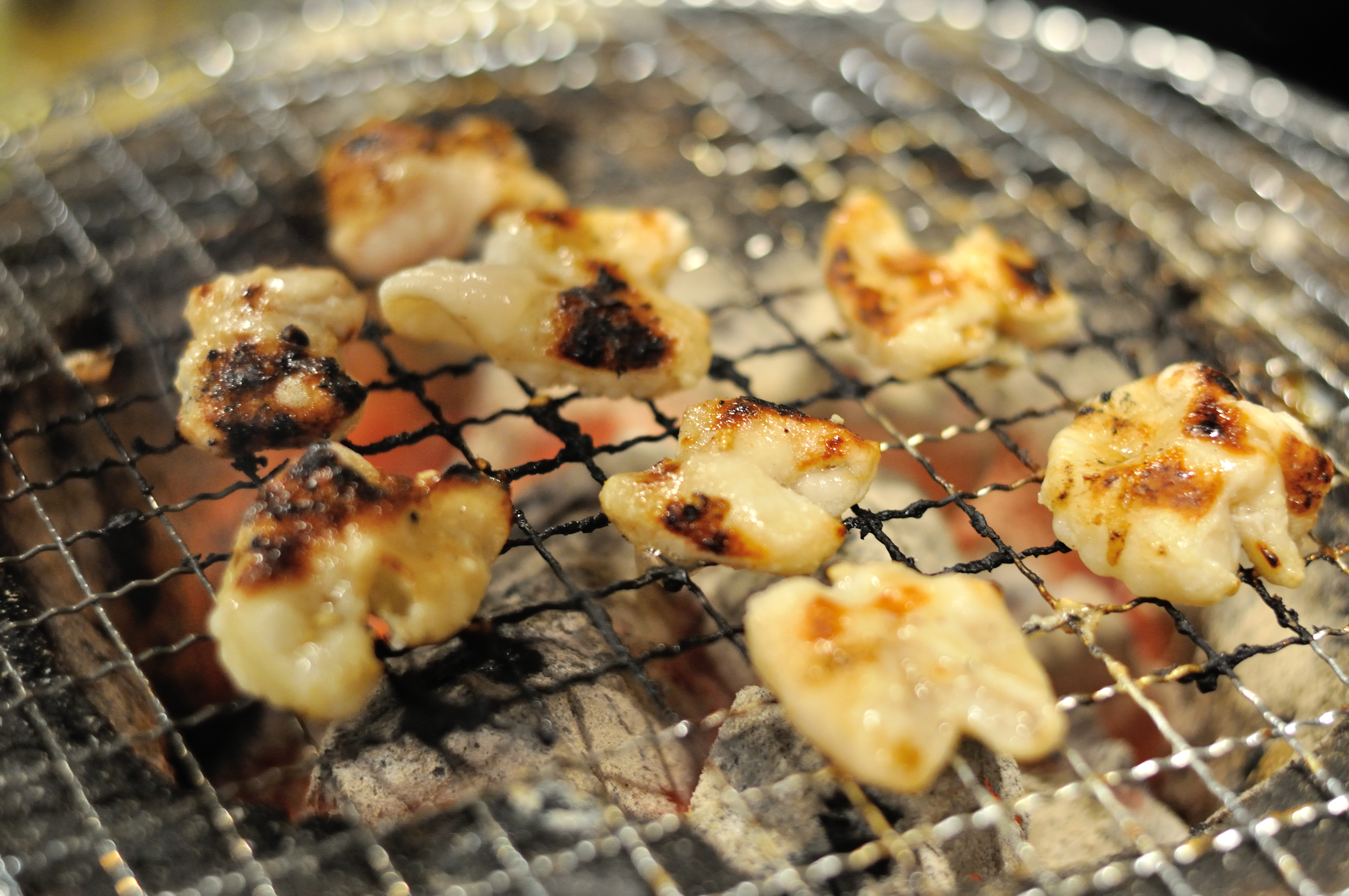
內臟燒烤

內臟燒烤是日式燒肉的一種，以豬和牛的内脏作為材料，用火烤熟后食用。
這種烤肉並不會出現在一般的烤肉店，而是出現在專門店。内脏烧最早出現在二十年代的大阪，由日本朝鲜族引入。日文（ホルモン焼き）的（ホルモン）本意为“废弃物”，又与日文激素（荷尔蒙）同音，日本人认为吃完可以给予力量。
在豬和牛的內臟，可供燒烤的部分包括：食道（しょくどう）、心（ハート／ハツ／こころ）、肺动脉（はいどうみゃく）、子宫（コブクロ）、乳房（おっぱい）、隔膜（サガリ）、胰腺（シビレ）、肠（シロ）、直肠（テッポウ）等。（另外也有人加入皮、胃、肝臟、心臟、腎臟等）